# Setiarcha aleuropis
Setiarcha aleuropis är en fjärilsart som beskrevs av Edward Meyrick 1932. Setiarcha aleuropis ingår i släktet Setiarcha och familjen äkta malar. Inga underarter finns listade i Catalogue of Life.